# Ромул и Рем
Ромул (771 пр.н.е.— 717 пр.н.е.) и Рем (771 пр.н.е.— 753 пр.н.е.) са митичните основатели на Рим, споменати в римската митология като близнаците, синове на весталката Рея Силвия и на бога на войната Марс. Според традиционното вярване, записано като история от Плутарх и Тит Ливий, Ромул е бил първият цар на Рим. Братята са сред най-известните отгледани от животни деца в митологията и фантастиката.
Ромул убил Рем след свада относно това кой от двамата братя имал подкрепата на боговете да управлява града и да му даде име. След основаването на Рим, Ромул не само създал легиона и сената, но също така включил граждани към новия си град като отвлякъл жени от местното племе сабини, което довело до смесването на сабини и римляни в един народ. Ромул добавил големи по площ територии и хора в новите владения на Рим.
След смъртта си Ромул бил почитан като бог под името Квирин. Сега той се смята за митологичен персонаж, а неговото име – за производно от името „Рим“, което може изначално да е дошло от думата за „река“. Някои учени, особено Андреа Карандини, вярват, че Ромул е историческа личност, отчасти заради откриването от 1988 на Murus Romuli на северния склон на Палатинския хълм в Рим.

## Живот преди Рим
Преди Ромул и Рем да се родят, техният дядо Нумитор и неговият брат Амулий, наследници на бегълците от Троя, наследяват трона в Алба Лонга след смъртта на техния баща. Нумитор получава едноличната власт като свое рождено право, докато Амулий получава дворцовото съкровище, включително златото, донесено от Еней от Троя.
Тъй като Амулий държал съкровището и поради това имал повече власт, той детронирал законния владетел Нумитор. Поради страх, че дъщерята на Нумитор, Рея Силвия, ще роди деца, които един ден ще го свалят от престола, той принудил Рея да стане весталка, жрица, дала обет да остане девица.
Една нощ обаче Марс, богът на войната, дошъл при Рея в храма на Веста и я изнасилил. Някои казват, че той бил преобразен като вълк. Тя му родила две момчета с изключителни сила и красота, по-късно наречени Ромул и Рем. Амулий бил разярен и наредил да заровят Рея жива (традиционното наказание за весталки, нарушили обета си за безбрачие) или да я хвърлят в Тибър заедно с близнаците (има исторически противоречия) и заповядал близнаците да бъдат умъртвени.
Слугата, на когото било заповядано да убие близнаците, не можал да го направи и сложил двете деца в люлка, която поставил на брега на Тибър, след което си тръгнал. Реката, която била придошла, се издигнала и нежно подхванала кошницата с близнаците по течението си.
Ромул и Рем били пазени от речното божество Тиберин, което накарало люлката да се закачи за клоните на смокиново дърво, растящо в блатото Велабър, което по този начин придобило голяма символична значимост. Тогава той занесъл близнаците на Палатинския хълм. Там те били откърмени от вълчица (на латински: Lupa – дума, означаваща също „проститутка“ и „жрица на богинята на вълците“, откъдето съществува алтернативна теория, че „вълкът“ всъщност е бил човек). Те били отгледани под смокиново дърво и били хранени от кълвач. И двете са свещени животни на Марс.
Тогава Ромул и Рем били открити от Фаустул, овчар на Амулий, който занесъл децата в дома си. Фаустул и жена му, Ака Ларенция, отгледали момчетата като свои.
Според друга римска легенда Херкулес я оженил за овчаря Фаустул, който спасил живота на близнаците Ромул и Рем, след като били хвърлени в Тибър. Тя имала дванадесет сина и със смъртта на един от тях, Ромул заел неговото място. Той и останалите единадесет основали колегията на полските братя, Fratres Arvales. По този начин Ака Ларенция е отъждествявана с богинята Церера, на която била посветена тази колегия. Фламенът на Квирин (flamen Quirinalis) играел ролята на Ромул (отъждествяван с Квирин), за да изпълни погребални ритуали на своята осиновителка (като богиня).
Преданието, че Ромул и Рем са откърмени от вълчица, може да бъде обяснено с предположението, че Ларенция е наречена „lupa“ (куртизанка, буквално „вълчица“) поради аморалния образ на жената (Тит Ливий, I. 4; Овидий, Фасти, III. 55). С променянето на религиозните практики, много по-ранни предания често биват разказвани в такива пренебрежително написани истории от по-късни автори. Новите традиции затъмняват старите, редовно минаващи в митологията.
Все пак друго предание разказва, че Ромул и Рем били откърмени от богинята-вълчица Лупа (или Луперка), която била отъждествявана с Ака Ларенция, но добавя че мъжът на Луперка е богът на вълците и овчарите Луперк, който носел плодовитост на стадата, чиято връзка с вълците ги карала да не нападат овцете.
Многото имена, свързани с Ака Ларенция, са: Ака Ларенция, Ларенция, Лауренция, Лара, Ларунда, Ларента, Ларентина и Mater Larum, „Майката на Ларите“, също така Фауна, която имала оракул на близкия Авентински хълм и била жена на Фавн, Bona Dea, Лупа, Луперка и Dea Dia.
Не на последно място, докато произхода им е неясен, повечето предания са единодушни, че с порастването си, техният знатен произход си проличавал в техните сила и красота, докато още били деца. Когато пораснали, те били мъжествени и смели, с невероятни кураж и дързост. Ромул обаче бил смятан за по-мъдрия и по-политичния от двамата.
Поради тези си качества те били обичани от равните на тях и от бедните, но те презирали царските офицери и управниците на имения, тъй като те не били смели като тях и братята не се интересували нито от гнева им, нито от техните заплахи. Те водели живот на благородници, не зачитайки леността и безделието, но упражнявайки се и ловувайки, защитавайки земята от разбойници, залавяйки крадците и отмъщавайки за ненужно изстрадалите. И така те станали известни из целия Лациум.
Един ден, по времето, когато Ромул и Рем били единадесетгодишни, избухнал скандал между овчарите на Нумитор и тези на Амулий. Някои от овчарите на Нумитор отвлекли много от добитъка на Амулий, с което разгневили хората на Амулий. Ромул и Рем събрали овчарите заедно, открили и убили овчарите на Нумитор и възстановили загубения добитък. Тъй като Нумитор се ядосал, Ромул и Рем присъединили към своята компания много бедни хора и роби на Нумитор, подбуждайки антидържавни настроения.
Докато Ромул бил ангажиран с някакво жертвоприношение, тъй като той бил привързан към жертвоприношенията и боговете, овчари на Нумитор нападнали него и някои от приятелите му и така се завързала битка. След като и двете страни получили много рани, овчарите на Нумитор взели превес и отвели Рем като техен заложник, връщайки го при Нумитор, за да бъде наказан. Нумитор не наказал Рем, защото се страхувал от Амулий, затова отишъл при Амулий, за да поиска справедливост, тъй като все пак бил негов брат и бил обиден от слугите. Народът на Алба Лонга също бил на страната на Нумитор, тъй като смятал, че той е бил оскърбен незаслужено. И така Амулий бил подбуден да предаде Рем на Нумитор, за да направи царят с него каквото сметне за добре.
Когато Нумитор отвел Рем вкъщи, за да го накаже, бил смаян от превъзходството, което младежът имал над него по височина и сила. След като узнал за неговите подвизи и за благородните му добродетели, Нумитор попитал Рем за неговия произход и кой всъщност е. След като Рем му разказал, че са били открити и откърмени от вълчица на бреговете на Тибър и след като предположил на колко години е героят по външния му вид, Нумитор започнал да се усъмнява дали Рем не е син на Рея.
Когато Ромул се завърнал след жертвоприношенията, Фаустул му казал, че Рем е хванат и го посъветвал да се притече на помощ на брат си. Ромул напуснал Фаустул и тръгнал да събира войска за поход срещу Алба Лонга. Фаустул взел люлката, в която бил намерил Ромул и Рем и бързо отишъл в Алба Лонга. Когато приближил портите на града, стражата го спряла. Случило се, че единият от стражите бил слугата, който бил занесъл люлката на реката. Този човек, виждайки и разпознавайки люлката, разбрал, че Фаустул говори истината и без да губи време, доложил на Амулий за случилото се, водейки мъжа със себе си, за да бъде разпитан. Той признал, че Ромул и Рем били живи и здрави, но казал, че те живеели далеч от Алба Лонга като пастири.
Уплашен и разярен, Амулий бързо изпратил приятел на Нумитор да разбере дали той е наясно, че близнаците са живи. Когато влязъл в къщата на Нумитор, той заварил мъжа да прегръща Рем, което било потвърждение за това, че Рем му е внук. Тогава приятелят на Нумитор посъветвал дядото и внука да действат бързо, защото Ромул бил тръгнал към града с армия от тези, които мразели и се страхували от Амулий. С бързи действия Рем подбудил гражданите да се разбунтуват, като по същото време Ромул атакувал отвън. Амулий, без да предприеме никакви действия за собствената си безопасност, абсолютно объркан, бил хванат и убит.

## Основаването на Рим
Със смъртта на Амулий градът се успокоил и на Ромул и Рем било предложено да приемат съвместно короната. Близнаците обаче отказали да бъдат царе, щом техният дядо бил жив, но и отказали да живеят в града като поданици. Така след като възвърнали властта на Нумитор и почели по подобаващ начин своята майка Рея Силвия, двамата напуснали Алба Лонга, за да основат техен град на склоновете на Палатинския хълм. Преди да напуснат Алба Лонга обаче, те взели със себе си бегълци, избягали роби и всякакви хора, които искали втори шанс в живота.
Щом Ромул и Рем пристигнали на Палатинския хълм, двамата се скарали относно това къде точно да бъде разположен градът. Ромул искал градът да бъде построен на Палатин, но Рем искал градът да бъде на стратегическия и добре укрепен Авентински хълм. Те се съгласили да разрешат спора чрез състезание в гадателство и чрез волята на боговете. Всеки седнал на земята настрана от другия и, според Плутарх, Рем видял шест лешояда (които били смятани за свещени животни на Марс, бащата на близнаците), докато Ромул видял дванадесет.
- Забележка: Някои извори твърдят, че всъщност животните били не лешояди, а орли, което обяснява изобразяването на орела на много римски символи и печати.

Рем бил разярен от победата на Ромул. Когато Ромул започнал да копае ров на мястото, където градската стена щяла да бъде прокарана на 21 април 753 пр.н.е., Рем осмял една част от работата, а друга възпрепятствал. Накрая Рем прескочил рова, което било лоша поличба, тъй като това означавало, че укрепленията на града щели лесно да бъдат разбити. В отговор Рем бил убит. Специфичната латинска фраза, описваща смъртта на Рем, заявява просто с безпристрастен тон, че Рем е умрял, без да уточнява дали е бил убит или не; той просто „умира“. Дълго време битува тезата, че текстът загатва как Ромул е убил Рем. Фаустул също бил убит в последвалото скоро след това сражение. След като боят приключил, Ромул погребал Рем и Фаустул, след което продължил с изграждането на своя град. Той нарекъл града на свое име – Roma и управлявал като неговия първи цар.
След завършването на града, Ромул разделил гражданите на Рим, които можели да се бият, на полкове от по 3000 души пехотна войска и 300 души кавалерия. Ромул нарекъл тези полкове „легиони“. Останалите хора се превърнали в простолюдието на града и извън тях Ромул избрал 100 от най-благородните мъже, които да бъдат градския съвет. Той нарекъл тези мъже патриции, а техния съвет – римски сенат. Ромул нарекъл тези благородници патриции не само защото били бащи на законни синове, но и защото той назначил знатните и заможни люде да се грижат за бедните и слабите, както бащите се грижат за своите синове.
Ромул създал на Рим репутацията на убежище за всички, които искат нов живот. Поради това Рим привлякъл население от изгнаници, бежанци, убийци, престъпници и избягали роби. Населението на града се увеличило толкова много че той заемал пет от Седемте римски хълма: Капитолий, Авентин, Целий, Квиринал и Палатин. Ромул обаче видял един бързо започващ да става болезнен проблем: твърде малко от заселниците имали жени. Царят решил, че в града трябва да бъдат заселени и жени.

## Война със сабините
За да разреши проблема, Ромул провел празненство, т.нар. Consualia, и поканил съседното сабинско племе да гостува. Сабиняните дошли заедно с дъщерите си. Ромул бил планирал да отвлече всички сабинянки и да ги направи римски гражданки. Когато сабините пристигнали, Ромул седнал между сенаторите, облечени в лилаво. Сигналът за началото на атаката бил царят да се изправи и да сгъне плаща си, след което отново да го наметне около себе си. Въоръжени с мечове, много от съучастниците му внимателно го следели с очи и когато сигналът бил даден, римляните извадили мечовете, втурнали се напред с викове и заловили дъщерите на сабиняните, но разрешили на мъжете да избягат невредими. В крайна сметка около 700 сабинянки били хванати и отведени в Рим. Това събитие присъства в много произведения на изкуството като „Отвличането на сабинянките“.

## Живот след основаването на Рим
След пет години на съвместно управление, Таций бил убит от чужди пратеници и Ромул станал едноличен владетел на римляните. Ромул въвел законодателство, което спряло прелюбодеянията и убийствата. Като цар на Рим, Ромул бил не само главнокомандващ на армията, но имал и висша съдебна власт. Издадените от него присъди на много престъпления останали непроменени в продължение на повече от 600 години, без в Рим да има и един случай, в който някой да ги оспори.
При управлението на Ромул народът на Рим бил разделен на три триби: едно на латините (Ramnes), второ на сабините (Titites) и трето на етруските (Luceres). Тези три триби се превърнали в римляните. Всяка една от трибите имала свой трибун, който бил представител на съответната триба във всички граждански, религиозни и военни дела. Когато били в града, те били магистрати на своите триби и извълнявали жертвоприношения от тяхно име, а във време на война те ставали римски военачалници. Името на рамните произлиза от „Ромул“, това на тициите – от Тит Таций, а това на луцерите – от името на етруска почетна титла.
След формирането на трите триби, била въведена Comitia Curiata (куриатната комиция). За да положи основите ѝ, Ромул разделил всяка от трите триби на десет curiae (курии), като всяка от тридесетте курии била наречена по името на някоя от сабинянките, отвлечени от Ромул и съучастниците му.
Всяка една от куриите от своя страна била разделена на десет gentes (рода), което поставило основите на римската именна система. Когато Ромул свиквал куриатната комиция и давал за одобрение свои или сенатски предложения, десетте рода във всяка курия гласували, като колективният вот на курията се присъединявал към мнозинството от гласове. Така били положени основите на днешната избирателна комисия.
Ромул, бивайки войнствен мъж, назначил своя персонална стража, наречена Celeres. Целерите били 300 от най-добрите римски конници, които били под командването на трибун на целерите, който бил също така трибун на рамните. Думата „целери“ произлиза от името на техния лидер, близък приятел на Ромул, наречен Целер, който му помогнал да убие Рем и да основе Рим. Тази специална военна единица функционирала подобно на Преторианската гвардия на Август, бивайки отговорна за личната сигурност на Ромул и за безопасността на Рим докато легионите били по границите. Взаимоотношенията между Ромул и неговия трибун са подобни на тези между римския диктатор и неговия Magister Equitum. Целер, подобно на трибуна на целерите, заемал второто по ранг място в държавата, а в отсъствието на Ромул той имал властта да свиква комицията и да командва армията.
От основаването на Рим до своята смърт, Ромул водил войни и разширявал своята територия, т.е. римската територия, в продължение на две десетилетия. Той покорил много от съседните градове, а именно етруски градове и имал несравним контрол над областите Лациум, Тоскана, Умбрия и Абруцо. По начина на водене на война, който щял да се превърне в традиционен за римляните, въпреки че с течение на времето Ромул загубил някои битки, той не загубил нито една водена от него война.
След последните си войни с етруските, царят на Алба Лонга Нумитор, биологичният дядо на Ромул, починал. Народът на Алба Лонга доброволно предложил короната на Ромул, вярвайки, че той е единственият законен владетел на града като кръвен наследник на Нумитор. Ромул поел властта, но си спечелил благоразположението на населението като сложил властта в ръцете на хора от града. Веднъж годишно Ромул, в качеството си на управник на града, назначавал човек, избран от народа на Алба Лонга.
През късните години на своето управление Ромул разчитал все по-малко на сената. Въпреки че това е изцяло в реда на нещата, то е против традицията. Сенатът загубил съществено своето влияние, нямайки власт в управлението на града. Сенатът можел да бъде свикан само когато Ромул поиска това и когато това станело, сенаторите просто седели тихо и слушали декретите му. Скоро сенаторите установили, че едниственото им предимство пред обикновените хора било че те научавали какво е постановил Ромул по-рано от останалите. По негова заповед придобитата чрез война територия била разделяна между войниците без съгласието или волята на патрициите. Патрициите сметнали, че той обижда техния сенат открито. Въпреки че омразата на сенаторите към него нараствала, те се страхували от него прекалено много за да го предизвикат открито и да му покажат неудовлетворението си.

## Смърт или възнесение
Животът на Ромул завършил през тридесет и осмата година на управлението му със свръхестествено изчезване, освен ако всъщност не е бил убит от Сената.
Един ден, когато Ромул и целият народ били отишли на Марсово поле, изневиделица се разразила буря. Тъмнината станала толкова непрогледна, че хората изпаднали в ужас. Щом бурята свършила, римляните се върнали обратно. За тяхна изненада обаче, Ромул бил изчезнал. Хората изпратили да го търсят, но никой не можал да го намери. Народът бил смаян и всички говорели за внезапното изчезване, чудейки се какво се е случило с техния цар, когато един от сенаторите се възправил и помолил за тишина.
След като сенаторът съумял да успокои множеството от хора, той казал на събралите се римляни, че е видял как Ромул е бил въздигнат в небесата. Ромул, казал сенаторът, извикал, че отива да живее при боговете и желае народът му да го почита като бог Квирин. В отговор римляните построили храм на хълма, където сенаторът казал че Ромул се е възнесъл на небето. Този хълм бил наречен Квиринал в негова чест и в продължение на много години римляните почитали Ромул, основателя на техния град и техен пръв цар именно от това място.
Плутарх (Животът на Нума Помпилий) разказва легендата с нотка скептицизъм:
„Случило се през тридесет и седмата година, считано от основаването на Рим, когато Ромул, управляващ по това време, на петия ден на месец юни, наречен Капротински нони, предложил публично жертвоприношение при Блатото на козата в присъствието на сената и народа на Рим. Изведнъж небето се затъмнило и гъст буреносен дъждовен облак се стоварил върху земята; обикновените хора се уплашили и се разпръснали; и в тази вихрушка Ромул изчезнал, никога не бил намерен жив или мъртъв. Малко след това имало съмнение за предателство на патрициите и сред хората плъзнали слухове, че те, недоволни от управлението на царя и неотдавна загубили търпение от властното държане на Ромул с тях, са се наговорили да го убият, така че евентуално те да съсредоточат властта и управлението в свои ръце. Те се стремели да разсеят това подозрение като постановили божествени почести на Ромул като на някой, който не е мъртъв, а променен в по-висша форма. И Прокул, мъж известен, се заклел, че е видял Ромул грабнат за неговите дрехи и одежди в небесата и го е чул, възкачвайки се, да извиква оттук нататък да го титулуват с името Квирин.“
Тит Ливий също съобщава за това събитие:
„Тогава няколко гласа започнали да провъзгласяват божествеността на Ромул; възгласът бил подет и накрая всеки присъстващ го славел като бог и син на бог и му се молел да бъде вечно милостив и да пази своите чеда. Въпреки всичко дори на това велико събитие имало, вярвам, неколцина недоволни, които тайно твърдели, че царят е бил разкъсан на парчета от сенаторите. В крайна сметка историята продължила да същестува, макар и в условия на забуленост; но това не било важно, тъй като страхопочитанието и почитта към величието на Ромул потвърдили другата версия за неговата смърт, в която освен това било вдъхнато по-нататъшно доверие чрез навременни действия на някой си Юлий Прокул, мъж, както ни е казано, почитан заради мъдрите си съвети по важни въпроси. Загубата на царя поставила народа в трудно положение и го накарала да се съмнява в сенаторите и на Прокул, наясно с преобладаващото настроение, му хрумнала хитрата идея да се обърне към комицията. Ромул, заявил той, бащата на нашия град, слезе от небето по изгрев тази сутрин и ми се яви. Със страхопочитание и благоговение аз стоях пред него, молейки за разрешение да го погледна в лицето без да съгреша. „Върви“, каза той, „и кажи на римляните, че по небесната воля моят Рим ще бъде столица на света. Нека да се научат да бъдат войници. Нека да знаят и да научат своите деца, че никоя сила на земята не може да удържи римската войска“. След като каза тези думи, той отново бе издигнат в небесата.“
Като бога Квирин, Ромул се присъединил към Юпитер и Марс в Архаичната триада. Квирин бил изобразяван като брадат воин, едновременно в религиозно и бойно облекло, държейки копие, по този начин той е представен като бог на войната и като силата на римския народ, но най-важното, като обожествено подобие на самия град Рим. Квирин получил flamen maiores, наречен flamen Quirinalis (фламин на Квирин), който надзиравал култа и ритуалите. Римляните дори наричали себе си quirites (квирити) в негова чест. След смъртта на Ромул той бил наследен от Нума Помпилий, който станал вторият цар на Рим.

## Иконография
Антични картини с двамата римски близнаци обикновено следват определени символни традиции в зависимост от легендата, към която се придържат: в единия случай те изобразяват овчар, вълчица, близнаците под смокиново дърво и една или две птици (Тит Ливий, Плутарх); в другия случай те изобразяват двама овчари, вълчицата, близнаците в пещера, рядко смокиново дърво и никога някакви птици (Дионисий от Халикарнас).
Също така има монети с Lupa и двамата малки близнаци под нея.
Овчарски царе, както някои митографи класифицират Ромул, били счупени на парчета при тайна религиозна церемония в края на тяхното „управление“ и началото на управлението на следващия „цар“. Тази митологична идентичност, отразяваща антични религиозни практики, може да бъде подкрепена с отбелязването на Ливий, че някои заявили, че това е неговата съдба. Религиозни мистерии и обреди трябвало да бъдат пазени в тайна, следователно слухът е предизвикан, за да се преведе само от посветените.
Ковчежето на Франкс, англосаксонска кутия-тайник (началото на 7 век), показва Ромул и Рем в необичайна обстановка: два вълка вместо един, горичка вместо едно дърво или пещера, четирима коленичещи воини вместо един или двама жестикулиращи овчари. Както руническият надпис („далеч от дома“) посочва, близнаците са показани тук като Диоскури, помощници на пътуващите като Кастор и Полидевк. Техният произход от римския бог на войната ги предопределя като помощници по пътя на войната. И така гравиращият ги е пренесъл в свещената германска горичка и е присъединил втория вълк на Вотан към тях. По този начин изображението, заедно с пет други, влияе на „wyrd“, сполуката и съдбата на един цар-воин.

## Родословно дърво на царете на Алба Лонга
|  |  |        |        |        |        | Анхис                                 | Анхис                                 | Анхис                                 | Анхис                                 | Анхис                                 | Анхис                                 |      |      | Венера     | Венера     | Венера       | Венера       | Венера       | Венера       |                     |              | Латин   | Латин   | Латин   | Латин   | Латин  | Латин  |        |        |     |     |     |     |  |  |
|  |  |        |        |        |        | Анхис                                 | Анхис                                 | Анхис                                 | Анхис                                 | Анхис                                 | Анхис                                 |      |      | Венера     | Венера     | Венера       | Венера       | Венера       | Венера       |                     |              | Латин   | Латин   | Латин   | Латин   | Латин  | Латин  |        |        |     |     |     |     |  |  |
|  |  |        |        |        |        |                                       |                                       |                                       |                                       |                                       |                                       |      |      |            |            |              |              |              |              |                     |              |         |         |         |         |        |        |        |        |     |     |     |     |  |  |
|  |  | Креуса | Креуса | Креуса | Креуса | Креуса                                | Креуса                                |                                       |                                       | Еней                                  | Еней                                  | Еней | Еней | Еней       | Еней       |              |              |              |              | Лавиния             | Лавиния      | Лавиния | Лавиния | Лавиния | Лавиния |        |        |        |        |     |     |     |     |  |  |
|  |  | Креуса | Креуса | Креуса | Креуса | Креуса                                | Креуса                                |                                       |                                       | Еней                                  | Еней                                  | Еней | Еней | Еней       | Еней       |              |              |              |              | Лавиния             | Лавиния      | Лавиния | Лавиния | Лавиния | Лавиния |        |        |        |        |     |     |     |     |  |  |
|  |  |        |        |        |        |                                       |                                       |                                       |                                       |                                       |                                       |      |      |            |            |              |              |              |              |                     |              |         |         |         |         |        |        |        |        |     |     |     |     |  |  |
|  |  |        |        |        |        | Асканий, или Юл                       | Асканий, или Юл                       | Асканий, или Юл                       | Асканий, или Юл                       | Асканий, или Юл                       | Асканий, или Юл                       |      |      | Силвий     | Силвий     | Силвий       | Силвий       | Силвий       | Силвий       |                     |              |         |         |         |         |        |        |        |        |     |     |     |     |  |  |
|  |  |        |        |        |        | Асканий, или Юл                       | Асканий, или Юл                       | Асканий, или Юл                       | Асканий, или Юл                       | Асканий, или Юл                       | Асканий, или Юл                       |      |      | Силвий     | Силвий     | Силвий       | Силвий       | Силвий       | Силвий       |                     |              |         |         |         |         |        |        |        |        |     |     |     |     |  |  |
|  |  |        |        |        |        | Силвий                                | Силвий                                | Силвий                                | Силвий                                | Силвий                                | Силвий                                |      |      |            |            | Еней Силвий  | Еней Силвий  | Еней Силвий  | Еней Силвий  | Еней Силвий         | Еней Силвий  |         |         |         |         |        |        |        |        |     |     |     |     |  |  |
|  |  |        |        |        |        | Силвий                                | Силвий                                | Силвий                                | Силвий                                | Силвий                                | Силвий                                |      |      |            |            | Еней Силвий  | Еней Силвий  | Еней Силвий  | Еней Силвий  | Еней Силвий         | Еней Силвий  |         |         |         |         |        |        |        |        |     |     |     |     |  |  |
|  |  |        |        |        |        | Брут Троянски, първия крал на бритите | Брут Троянски, първия крал на бритите | Брут Троянски, първия крал на бритите | Брут Троянски, първия крал на бритите | Брут Троянски, първия крал на бритите | Брут Троянски, първия крал на бритите |      |      |            |            | Латин Силвий | Латин Силвий | Латин Силвий | Латин Силвий | Латин Силвий        | Латин Силвий |         |         |         |         |        |        |        |        |     |     |     |     |  |  |
|  |  |        |        |        |        | Брут Троянски, първия крал на бритите | Брут Троянски, първия крал на бритите | Брут Троянски, първия крал на бритите | Брут Троянски, първия крал на бритите | Брут Троянски, първия крал на бритите | Брут Троянски, първия крал на бритите |      |      |            |            | Латин Силвий | Латин Силвий | Латин Силвий | Латин Силвий | Латин Силвий        | Латин Силвий |         |         |         |         |        |        |        |        |     |     |     |     |  |  |
|  |  |        |        |        |        |                                       |                                       |                                       |                                       |                                       |                                       |      |      |            |            | Алба         |              |              |              |                     |              |         |         |         |         |        |        |        |        |     |     |     |     |  |  |
|  |  |        |        |        |        |                                       |                                       |                                       |                                       |                                       |                                       |      |      |            |            |              |              |              |              |                     |              |         |         |         |         |        |        |        |        |     |     |     |     |  |  |
|  |  |        |        |        |        |                                       |                                       |                                       |                                       |                                       |                                       |      |      |            |            | Атис         |              |              |              |                     |              |         |         |         |         |        |        |        |        |     |     |     |     |  |  |
|  |  |        |        |        |        |                                       |                                       |                                       |                                       |                                       |                                       |      |      |            |            |              |              |              |              |                     |              |         |         |         |         |        |        |        |        |     |     |     |     |  |  |
|  |  |        |        |        |        |                                       |                                       |                                       |                                       |                                       |                                       |      |      |            |            | Капис        |              |              |              |                     |              |         |         |         |         |        |        |        |        |     |     |     |     |  |  |
|  |  |        |        |        |        |                                       |                                       |                                       |                                       |                                       |                                       |      |      |            |            |              |              |              |              |                     |              |         |         |         |         |        |        |        |        |     |     |     |     |  |  |
|  |  |        |        |        |        |                                       |                                       |                                       |                                       |                                       |                                       |      |      |            |            | Капет        |              |              |              |                     |              |         |         |         |         |        |        |        |        |     |     |     |     |  |  |
|  |  |        |        |        |        |                                       |                                       |                                       |                                       |                                       |                                       |      |      |            |            |              |              |              |              |                     |              |         |         |         |         |        |        |        |        |     |     |     |     |  |  |
|  |  |        |        |        |        |                                       |                                       |                                       |                                       |                                       |                                       |      |      |            |            | Тиберин      |              |              |              |                     |              |         |         |         |         |        |        |        |        |     |     |     |     |  |  |
|  |  |        |        |        |        |                                       |                                       |                                       |                                       |                                       |                                       |      |      |            |            |              |              |              |              |                     |              |         |         |         |         |        |        |        |        |     |     |     |     |  |  |
|  |  |        |        |        |        |                                       |                                       |                                       |                                       |                                       |                                       |      |      |            |            | Агрипа       |              |              |              |                     |              |         |         |         |         |        |        |        |        |     |     |     |     |  |  |
|  |  |        |        |        |        |                                       |                                       |                                       |                                       |                                       |                                       |      |      |            |            |              |              |              |              |                     |              |         |         |         |         |        |        |        |        |     |     |     |     |  |  |
|  |  |        |        |        |        |                                       |                                       |                                       |                                       |                                       |                                       |      |      |            |            | Ромул Силвий |              |              |              |                     |              |         |         |         |         |        |        |        |        |     |     |     |     |  |  |
|  |  |        |        |        |        |                                       |                                       |                                       |                                       |                                       |                                       |      |      |            |            |              |              |              |              |                     |              |         |         |         |         |        |        |        |        |     |     |     |     |  |  |
|  |  |        |        |        |        |                                       |                                       |                                       |                                       |                                       |                                       |      |      |            |            | Авентин      |              |              |              |                     |              |         |         |         |         |        |        |        |        |     |     |     |     |  |  |
|  |  |        |        |        |        |                                       |                                       |                                       |                                       |                                       |                                       |      |      |            |            |              |              |              |              |                     |              |         |         |         |         |        |        |        |        |     |     |     |     |  |  |
|  |  |        |        |        |        |                                       |                                       |                                       |                                       |                                       |                                       |      |      |            |            | Прока        |              |              |              |                     |              |         |         |         |         |        |        |        |        |     |     |     |     |  |  |
|  |  |        |        |        |        |                                       |                                       |                                       |                                       |                                       |                                       |      |      |            |            |              |              |              |              |                     |              |         |         |         |         |        |        |        |        |     |     |     |     |  |  |
|  |  |        |        |        |        |                                       |                                       |                                       |                                       |                                       |                                       |      |      |            |            |              |              |              |              |                     |              |         |         |         |         |        |        |        |        |     |     |     |     |  |  |
|  |  |        |        |        |        |                                       |                                       |                                       |                                       |                                       |                                       |      |      |            |            | Нумитор      | Нумитор      | Нумитор      | Нумитор      | Нумитор             | Нумитор      |         |         | Амулий  | Амулий  | Амулий | Амулий | Амулий | Амулий |     |     |     |     |  |  |
|  |  |        |        |        |        |                                       |                                       |                                       |                                       |                                       |                                       |      |      |            |            | Нумитор      | Нумитор      | Нумитор      | Нумитор      | Нумитор             | Нумитор      |         |         | Амулий  | Амулий  | Амулий | Амулий | Амулий | Амулий |     |     |     |     |  |  |
|  |  |        |        |        |        |                                       |                                       |                                       |                                       |                                       |                                       |      |      | Рея Силвия | Рея Силвия | Рея Силвия   | Рея Силвия   | Рея Силвия   | Рея Силвия   |                     |              | Марс    | Марс    | Марс    | Марс    | Марс   | Марс   |        |        |     |     |     |     |  |  |
|  |  |        |        |        |        |                                       |                                       |                                       |                                       |                                       |                                       |      |      | Рея Силвия | Рея Силвия | Рея Силвия   | Рея Силвия   | Рея Силвия   | Рея Силвия   |                     |              | Марс    | Марс    | Марс    | Марс    | Марс   | Марс   |        |        |     |     |     |     |  |  |
|  |  |        |        |        |        |                                       |                                       |                                       |                                       |                                       |                                       |      |      |            |            |              |              |              |              |                     |              |         |         |         |         |        |        |        |        |     |     |     |     |  |  |
|  |  |        |        |        |        |                                       |                                       |                                       |                                       |                                       |                                       |      |      |            |            |              |              |              |              |                     |              |         |         |         |         |        |        |        |        |     |     |     |     |  |  |
|  |  |        |        |        |        |                                       |                                       |                                       |                                       |                                       |                                       |      |      |            |            |              |              |              |              | Ромул               | Ромул        | Ромул   | Ромул   | Ромул   | Ромул   |        |        | Рем    | Рем    | Рем | Рем | Рем | Рем |  |  |
|  |  |        |        |        |        |                                       |                                       |                                       |                                       |                                       |                                       |      |      |            |            |              |              |              |              | Ромул               | Ромул        | Ромул   | Ромул   | Ромул   | Ромул   |        |        | Рем    | Рем    | Рем | Рем | Рем | Рем |  |  |
|  |  |        |        |        |        |                                       |                                       |                                       |                                       |                                       |                                       |      |      |            |            |              |              |              |              | Етруски царе на Рим |              |         |         |         |         |        |        |        |        |     |     |     |     |  |  |

## Други
- В Успоредни животописи Плутарх описва живота на Ромул наред с този на Тезей.